# 근세 다이묘

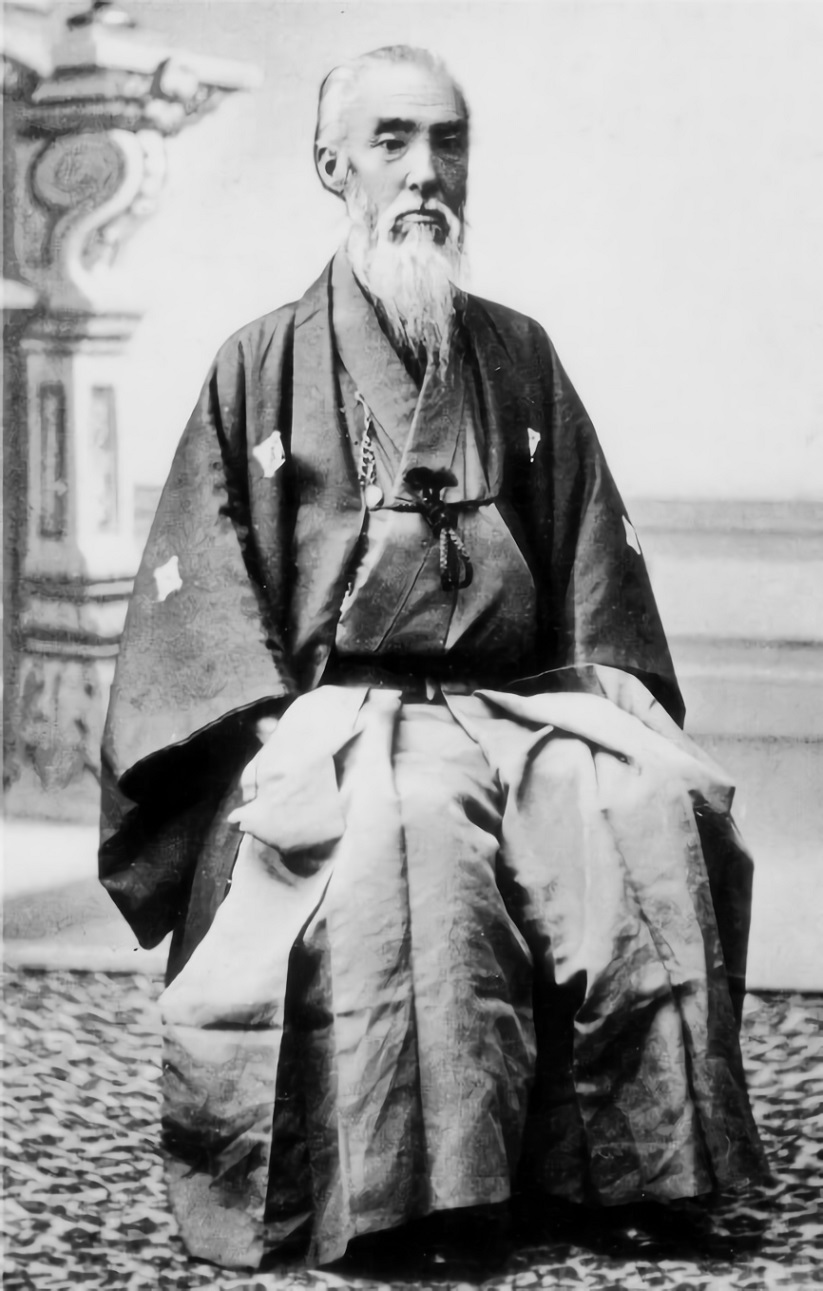
카메이茲監 는 이와 쓰와 노 일족 의 제 11 대 (마지막)의 영주. 쓰와 노 번 가메이 집 12 대.

근세 다이묘 (近世大名)는 에도 시대의 다이묘를 가리키는 역사용어이다.

## 개요
에도 막부는 막부와 도쿠가와 가문에 대한 충성심을 바탕으로 다이묘들을 나누었다. 이 시기의 다이묘는 크게 세가지로 분류된다.
- 신판 다이묘(親藩) : 도쿠가와 이에야스의 가까운 일족(고산케, 고산쿄를 모두 포함)들로 구성된 다이묘들이었다. 총 6개의 가문들로 이루어져 있었으며, 이에야스의 아들들과 쇼군들의 직계 일족들로 이루어져 있었다. 이들은 쇼군이 자식이 없을시 대신 자식을 입양시켜줄 정도로 혈연적으로 가까웠다.
- 후다이 다이묘(譜代) : 후다이 다이묘들은 세키가하라 전투 이전부터 마쓰다이라 종가(도쿠가와 가문)를 섬겼던 마쓰다이라 분가를 포함한 가신단의 가문으로 구성되어 있다. 그들은 비옥한 영지와 넓은 땅을 다스렸으며, 막부에서도 고위 관직들을 차지하고 쇼군의 신임을 받으며 중앙 정부에 진출했다. 다만 역시 신판 다이묘에 비하면 그 권력이 약했다.
- 도자마 다이묘(外様) : 도자마 다이묘들은 세키가하라 전투 이후부터 도쿠가와 가문을 섬긴 다이묘 가문과 동군에 소속된 도요토미계 다이묘 가문들로 이루어져 있다. 대략 100여 명의 다이묘들이 도자마 다이묘였으며, 반란이 일어났을 때 시간을 벌기 위하여 대부분이 에도와 멀리 떨어진 곳에 영토를 받았다. 이들은 보통 가장 외곽에 있는, 가장 넓은 영토들을 다스리기도 하였다. 에도 시대에 가장 넓은 땅을 다스리던 16명의 다이묘들 중 11명이 바로 이 도자마 다이묘였다.

도자마 다이묘들은 세키가하라 전투 이후, 도쿠가와 가문이 천하를 좌지우지하고 난 이후에서야 도쿠가와 가문에게 복종하기 시작한 자들로, 그들의 권력은 점차 줄어만 갔다. 그들은 보통 산악 지대나 쓸모없는 바위 지대에 봉토를 하사받았으며, 쇼군이 믿을 수 있는 다이묘들로 둘러싸여 함부로 반란을 일으키지 못하도록 하였다. 에도 막부 시대 초기에는 쇼군이 이들을 최고 위험분자로 보고 관리도 엄격하게 하였으나, 시간이 흐르고 이들이 결혼과 안정을 통해 점차 쇼군에게 충성하면서 반란의 여지도 훨씬 줄어들었다. 다만 이들이 신판 다이묘들과 후다이 다이묘들에 비하여 받는 차별은 여전히 심하여, 이 불만은 쌓이고 쌓여갔다. 이때문에 이후 메이지 유신으로 에도 막부를 일으킨 사쓰마 번, 조슈 번, 도사 번과 같은 주요 다이묘들은 모두 이 도자마 다이묘들이었다.
번들의 수는 에도 시대 내내 조금씩 변동은 있었으나, 대략적으로 270개 정도 선에서 유지되었다. 그들의 권력은 번 내의 농토에서 얼마나 많은 양의 곡물을 수입할 수 있느냐로 판가름났는데, 이 기준을 석으로 하였다. 한 석은 성인 남성 1명이 1년 동안 먹을 수 있는 양의 쌀이었다. 다이묘들 중 가장 가난한 자는 대략 1만 석의 봉토를 차지했다고 전해지고, 반면에 쇼군의 경우에는 몇 백만 석이 넘는 영토를 차지했다.

## 쇼군과의 관계
쇼군이 다이묘들을 통제하기 위하여 실시했던 정책들을 다음과 같다.
- 모든 다이묘들(에도 막부 설립 이전에 도쿠가와 가문에게 복종하지 않았던 다이묘들 포함)은 쇼군에게 절대적으로 복종해야만 했다. 이 다이묘들이 각자의 번들을 다스리기 위해서는 쇼군의 허락이 있어야 했으며, 각자의 영지에서 나오는 세입들 중 일부를 무조건 쇼군이 있는 에도로 올려보내야만 했다.
- 모든 다이묘들은 에도에 2년에 한 번씩 들러 쇼군을 뵈어야했으며, 자신의 가족들을 에도에 머무르게 하였다. 이를 참근교대라 한다. 이는 쇼군이 다이묘들의 가족들을 돌봐주고 에도에서 질높은 생활을 영위하고 고등 교육을 시켜준다는 의미도 있었으나, 실질적인 의미는 가족들을 인질로 삼아 다이묘들이 함부로 반란을 일으키지 못하도록 하는 것이었다.
- 전국에는 '일국일성령(一国一城令)'이 내려졌고, 한 명의 다이묘가 1개 이상의 성을 가지는 것을 금지하였다.
- 에도 막부는 '무가제법도'를 공포하여, 새로운 요새들을 다이묘들이 신축하는 것을 막았으며 이미 지어져 있는 것들도 쇼군의 허락 하에서만 보수하거나 강화할 수 있도록 하였다. 또한 다이묘 가문들 사이에서의 결혼도 모두 쇼군의 허락을 받아야만 했으며 이 외에도 다양한 법령들을 만들어 쇼군의 권력을 강화하였다.

막번 체제는 기본적으로 봉건제의 성격을 띠는데, 중앙에서 쇼군이 다스리는 에도 막부가 버티고 있으며 지방에는 다이묘들이 각자 맡아 관리하는 번들로 나뉘어 있는 구조였던 것이다. 지방의 다이묘들은 쇼군에게 충성을 맹세하는 대신 자신들의 관할 구역에서 자치권을 부여받았으며, 대신 외교권, 국가 안보, 화폐 주조, 도량형, 도로 사업과 같이 전국적으로 영향을 끼치는 일들은 모두 쇼군과 중앙 정부에서 독점하였다. 쇼군은 일부러 다이묘들이 서로서로를 견제하게 하여 막부에 반기를 들지 못하게 막았으며, 이로도 부족하여 다이묘들의 가족들을 에도에 압류하고 인질로 삼아 반란 자체의 싹을 자르고자 하였다.
쇼군과 다이묘들은 기본적으로 모두 천황의 아래에 있는, 각자 다른 영토를 지배하는 영주들이었다. 다만 쇼군은 도쿠가와 가문에게 대대로 전해져 내려오는 가장 비옥하고 군사적으로도 중요한 번을 다스렸으며, 은광과 금광들도 독점하며 절대적인 권력을 휘둘렀다. 에도 막부 말기에도 쇼군의 권력은 강성하였는데, 당시 쇼군은 7백만 석에 달하는 영지를 직접 다스렸으며, 도쿠가와 가문의 봉신들은 270만 석의 영지를 차지하고 있었으며 전국적으로는 3천만 석에 달하는 영지에 영항력을 미쳤다. 다이묘들은 나머지 2,300만 석의 영토들을 나누어 다스렸다.
쇼군은 무가제법도와 같은 중요한 법령들을 공포하고 전국적으로 실시하기도 하였으나, 기본적으로는 각각의 다이묘들이 서로 다른 법들을 제정하여 썼고 조세제도도 번마다 모두 달랐다. 쇼군은 반란이 일어나지 않는 한 다이묘들의 영지에 일체 간섭하지 않았고, 중앙에서 직접 세금을 걷는 일도 없었다. 대신 번들은 자신들이 걷은 세입의 일부를 중앙에 바칠 의무가 있었으며, 도로를 유지하고 항구와 운하를 지으며 기근에 대비하기 위하여 중앙에 협조할 의무가 있었다.
이처럼 강력한 중앙집권적 사회가 이루어지자, 일본은 곧 평화를 이루었다. 이전처럼 다이묘들이 서로 다투며 난립했던 센고쿠 시대와는 달리 에도 시대에는 몇몇 예외들을 제외하면 거의 싸움이 없었으며, 쇼군이 인정하지 않은 다이묘는 정통성이 없었으므로 번들 내부에서도 장자 세습의 원칙이 확립되어 번들도 자체적인 안정을 되찾았다.

## 천황과의 관계

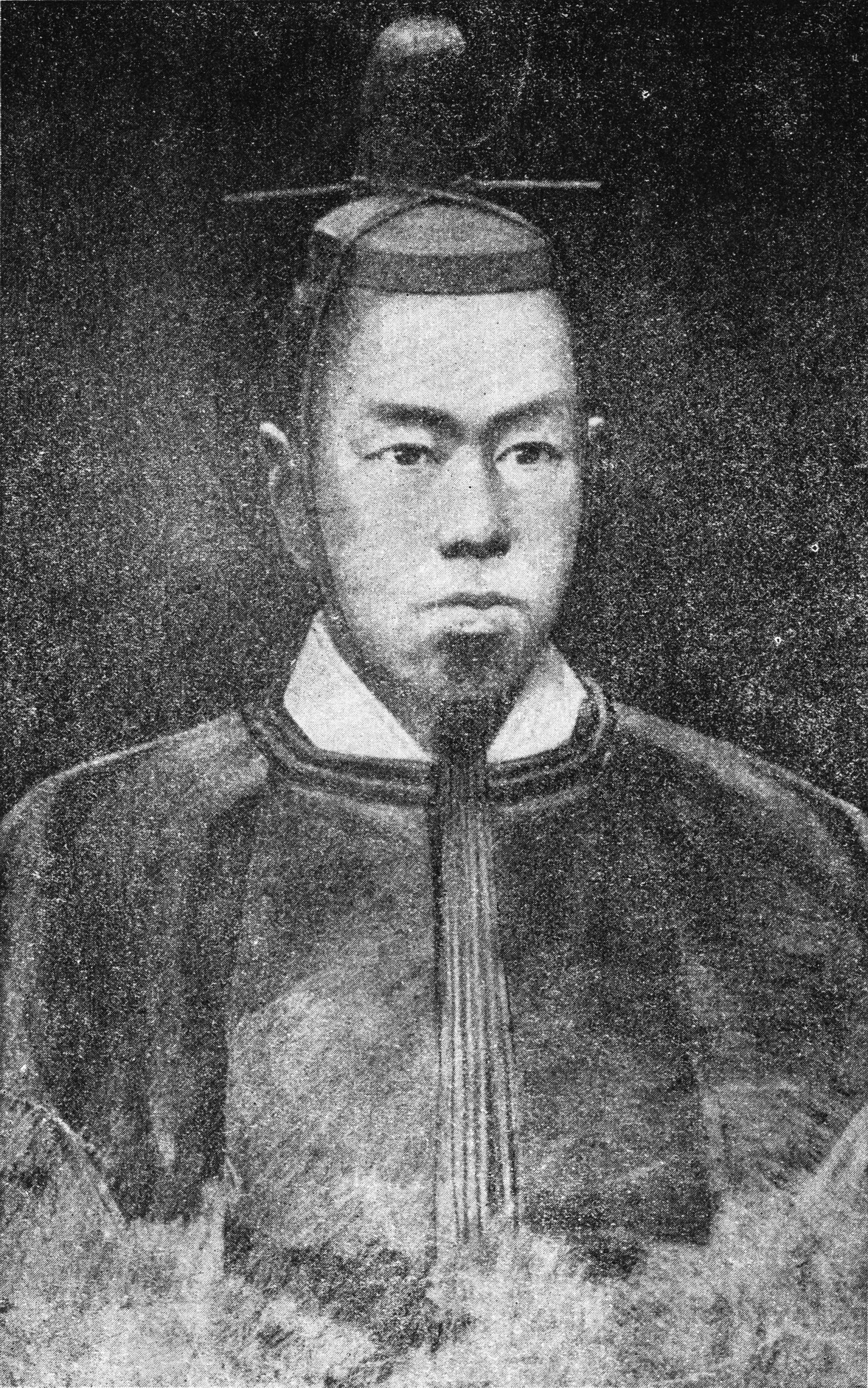
고메이 천황의 초상화

천황은 명분상으로는 일본의 최고 권력자였으나, 실제로는 도쿠가와 일족과 에도 막부가 일본을 다스렸다. 막부는 형식적으로는 교토에 있는 천황의 조정에게 결재를 받아 업무를 수행하였으나, 천황은 거의 꼭두각시였고 쇼군이 모든 것을 통제했다. 천황에게는 쇼군을 임명하고 국정에 관여할 수 있는 권한이 있었으나, 실제로 천황에게 그런 일을 할 수 있는 권력이 주어진 때는 없었다. 막부는 금중병공가제법도를 선포하여, 막부와 천황, 그리고 조정의 대신들과의 관계를 설정하였는데, 이 제도에는 천황이 국정에는 일절 관여치 말고 오직 시와 서화에만 열중하라고 명시되어 있다. 천황을 아예 권력에서 떼어놓고자 한 것이다. 막부는 또한 교토소사대라는 관직을 임명, 교토에서 쇼군을 대리할 수 있는 벼슬을 만들어 천황과 교토의 귀족들을 알아서 다루도록 하였다.

허나 시간이 흐르자, 이같이 쇼군이 천황을 마음대로 무시할 수 있는 시대는 점차 저물어갔다. 1862년에 막부의 쇼군 도쿠가와 이에모치가 고메이 천황의 누이와 결혼하자, 이를 계기로 천황의 권력이 상대적으로 세졌고 이에 따라 교토에 있던 조정의 권위도 강화되었다. 이후 천황은 각종 국정에 쇼군과 께 논의하여 결정하였고, 쇼군은 천황을 알현하기 위하여 교토를 직접 드나들 정도였다.

## 같이 보기
- 번 목록
- 슈고 다이묘 - 센고쿠 다이묘
- 크리스찬 다이묘
- 제후
- 호족
- 영주
- 하타모토